# Maurizio Mamiani
Maurizio Mamiani (San Secondo Parmense, 1942 – Parma, 2002) è stato uno storico della scienza italiano.

## Biografia
Docente universitario e membro dell'Accademia Nazionale dei Lincei, ha insegnato Storia del pensiero scientifico nelle università di Parma, Udine e Ferrara.
Si è interessato soprattutto di Isaac Newton (di cui ne ha trascritto un trattato inedito sull'Apocalisse), di Cartesio e dell'origine delle enciclopedie moderne.

## Opere principali
- J.M. Guyau Abbozzo di una morale senza obbligazione né sanzione, Firenze, Le Monnier, 1971
- Isaac Newton filosofo della natura. Le lezioni giovanili di ottica e la genesi del metodo newtoniano, Firenze, La Nuova Italia, 1976
- Teorie dello spazio da Descartes a Newton, Milano, FrancoAngeli, 1981
- La mappa del sapere. La classificazione delle scienze nella Cyclopaedia di E. Chambers, Milano, FrancoAngeli, 1983
- Il prisma di Newton, Roma-Bari, Laterza, 1986
- Introduzione a Newton, Roma-Bari: Laterza, 1990
- Trattato sull'Apocalisse, Torino, Bollati Boringhieri, 1994
- Isaac Newton, Firenze, Giunti, 1995
- Storia della scienza moderna, Roma-Bari, Laterza, 1998
- Scienza e Sacra scrittura nel XVII Secolo, Napoli, Vivarium, 2001